# Lintfabriek
Het Lintfabriek is een jeugdcentrum met een internationaal bekend podium in de Belgische gemeente Kontich. 

## Geschiedenis
De roots van het jeugdhuis gaan terug tot in 1982 toen het werd opgericht door Jean-Pierre Vets. Het jeugdhuis wist eind jaren negentig een internationale reputatie uit te bouwen met optredens van bekende underground artiesten. In 2006 moest het Lintfabriek tijdelijk de deuren sluiten. Omstreeks 2010 werden de activiteiten weer opgenomen op een nieuwe locatie in Kontich en werd er een samenwerkingsverbond gesloten met Karick Café.

## Bekende bands
Bekende bands die er optraden waren onder andere Sick of It All, Bolt Thrower, Agnostic Front, Killswitch Engage, dEUS, Pavement, Kiss My Jazz, NOFX, Greenday, The Kids, The Offspring, The Toasters, Dropkick Murphys, The Vandals, Blink 182, Napalm Death, Tokyo Ska Paradise Orchestra, Pennywise, Nirvana, en Orange Black, Municipal Waste